# Expediția celor O Mie
Expediția celor O Mie (în italiană Spedizione dei Mille) a fost o campanie militară condusă de generalul revoluționar Giuseppe Garibaldi în 1860. O forță de voluntari a învins Regatul celor Două Sicilii, ceea ce a dus la dizolvarea acestuia și la anexarea sa de către Regatul Sardiniei, un pas important pe calea creării unui nou regat italian unit.

## Context
Evenimentele expediției au avut loc în cadrul procesului de unificare a Italiei, orchestrat în principal de Camillo Cavour, primul ministru al Sardinia-Piemontului. După anexarea Marelui Ducat de Toscana, a ducatelor Modena și Parma, precum și a Romagnei de către Piemont în martie 1860, naționaliștii italieni au pus ochii pe Regatul celor Două Sicilii, care cuprindea tot sudul Italiei continentale și Sicilia, acesta devenind următorul pas către unificarea tuturor teritoriilor locuite de italieni.
În 1860 Garibaldi, deja cel mai celebru lider revoluționar italian, se afla la Genova și punea la cale o expediție împotriva Siciliei și Neapolelui, cu susținerea discretă a Regatului Unit. Regatul Unit era îngrijorat și de abordarea pe care napolitanii o aveau față de relațiile cu Imperiul Rus, care încerca să-și deschidă calea către Marea Mediterană. S-a sugerat (printre alții, de Lorenzo del Boca) că susținerea britanică pentru expediția lui Garibaldi a fost determinată de necesitatea obținerii unor condiții economice mai favorabile pentru minereul de sulf din Sicilia, necesar în mari cantități la noile vapoare.

## Expediția

### Debarcarea în Sicilia

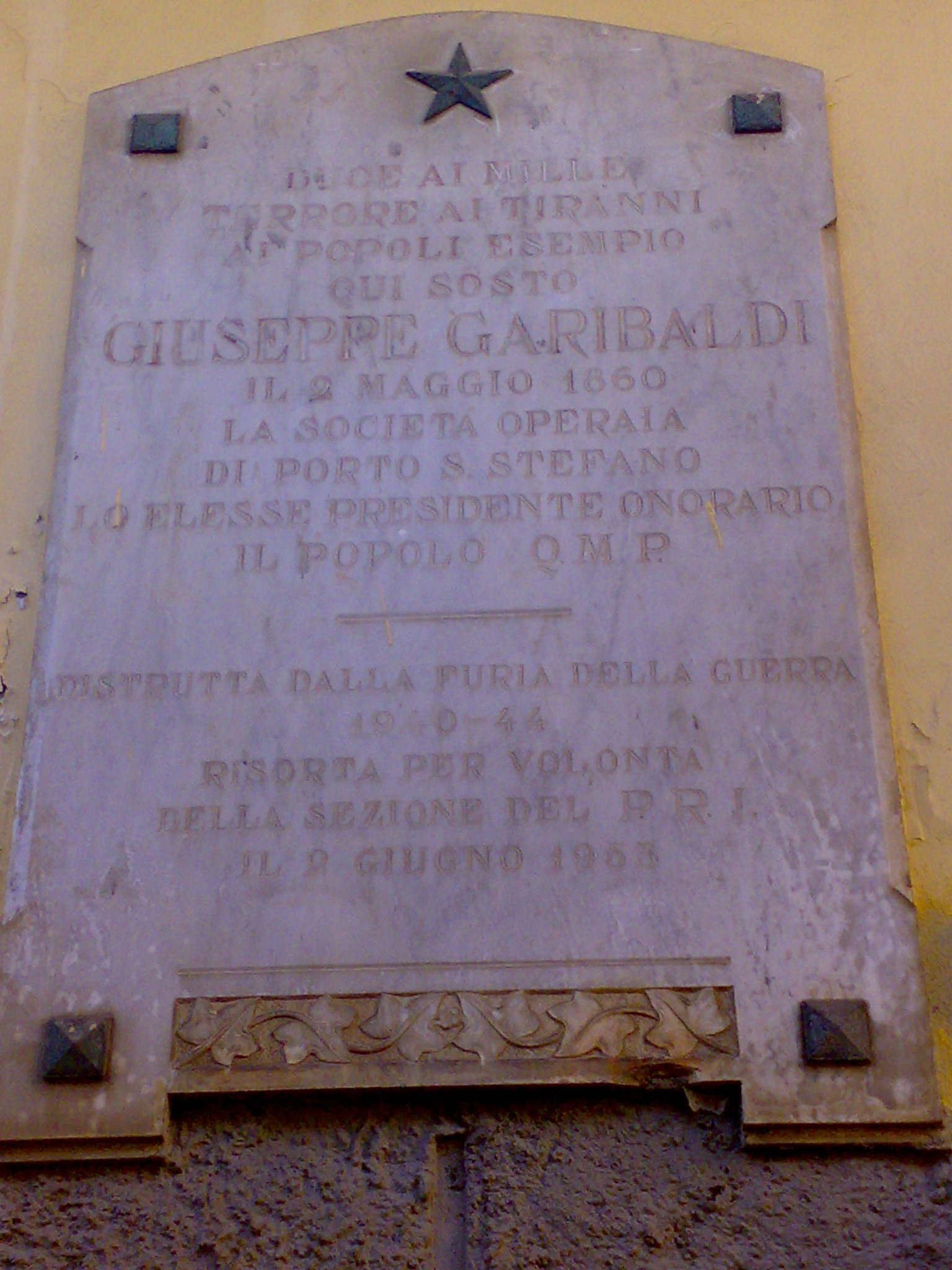
Placă comemorativă în memoria sosirii lui Garibaldi la Porto Santo Stefano, 9 mai 1860

Expediția a ridicat pânzele în seara de 5 mai 1860 de pe o stâncă din Quarto, un district al Genovei, pe vapoarele Il Piemonte și Il Lombardo, obținute de la Giovanni Battista Fauché, coleg mason al lui Giuseppe Garibaldi. Corpul expediționar cuprindea circa o mie de voluntari, practic toți italieni din nord, printre care se afla și Rosalia Crispi, soția lui Francesco Crispi. După o scurtă oprire (7 mai) la Talamone, și o alta la Porto Santo Stefano (9 mai), în sudul Toscanei, pentru apă, arme și cărbuni pentru trupele piemonteze, vasele s-au îndreptat spre Sicilia.
Debarcarea s-a făcut la Marsala, în extremitatea vestică a Siciliei, la 11 mai, cu ajutorul vaselor britanice prezente în port pentru a descuraja vasele Bourbonilor. Lombardo a fost atacat și scufundat abia după ce debarcarea se terminase, în vreme ce Piemonte a fost capturat. Debarcarea fusese precedată de sosirea lui Francesco Crispi și a altora, care aveau misiunea de a obține susținere din partea localnicilor pentru voluntari.
La 14 mai, la Salemi, Garibaldi a anunțat că preia puteri dictatoriale asupra Siciliei în numele regelui Victor Emanuel al II-lea al Sardiniei.

### Catalafimi și Palermo

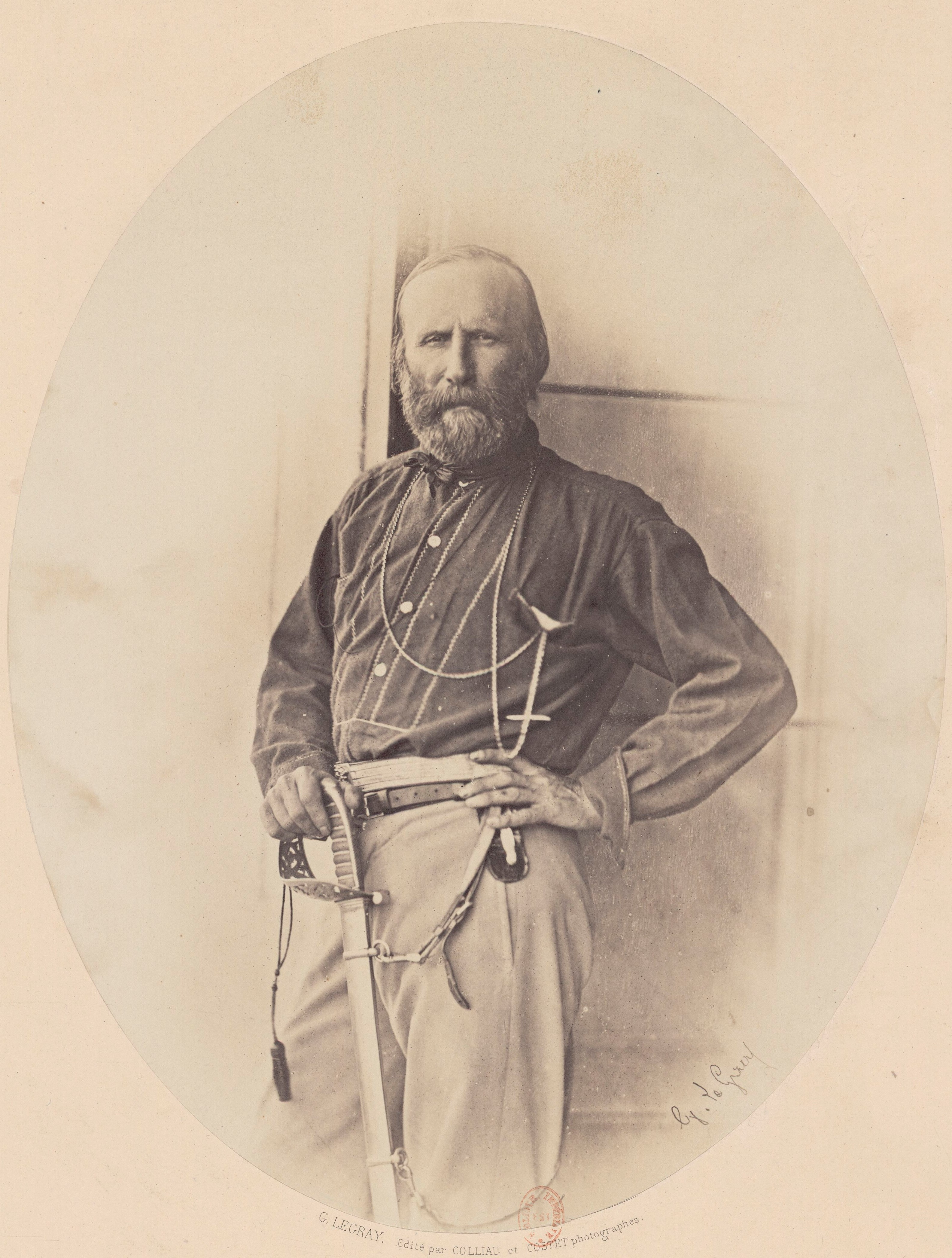
Fotografie a lui Giuseppe Garibaldi din 1860.

Cei o mie au dat o primă bătălie la Catalafimi în fața a circa 2.000 de soldați napolitani, la 15 mai. Bătălia s-a încheiat nedecis, dar a dus la creșterea moralului „celor o mie” și, în același timp, la căderea moralului napolitanilor care, prost conduși de ofițerii lor, au început să se simtă abandonați. Între timp, numărul „celor o mie” a crescut la 1.200 prin înrolarea unor voluntari localnici. Ajutați de o insurecție populară, la 27 mai ei au asediat orașul Palermo, capitala insulei. Orașul era apărat de circa 16.000 de oameni, dar ei erau sub conducerea confuză și ezitantă a generalului Ferdinando Lanza, în vârstă de 75 de ani.
În timp ce două coloane de garibaldieni au atacat perimetrul exterior al orașului, o parte a populației, împreună cu 2.000 de deținuți eliberați din închisorile locale, s-au ridicat împotriva garnizoanei. Când soldații au fost împinși de pe o mare parte din pozițiile lor, generalul Lanza le-a ordonat să bombardeze orașul vreme de 3 zile, cauzând moartea a 600 de civili. Până la 28 mai, Garibaldi controla cea mai mare parte din oraș și a declarat autoritatea Bourbonilor nulă. A doua zi, un disperat contraatac napolitan a fost și el respins, iar Lanza a cerut armistițiu; flota napolitană a părăsit portul.

### Retragerea napolitanilor și bătălia de la Milazzo
Trupelor Bourbonilor li s-a ordonat să se îndrepte spre est și să evacueze insula. O insurecție izbucnită în Catania la  31 mai, condusă de Nicola Fabrizi, a fost înăbușită de garnizoana locală, dar ordinul de plecare către Messina a însemnat că acest succes tactic al napolitanilor nu a avut niciun rezultat practic.
La acea vreme, doar Siracusa, Augusta, Milazzo și Messina mai rămăseseră în mâinile regatului celor Două Sicilii. Între timp, dictatorul Garibaldi a dat prima sa lege. Prin recrutare, nu a reușit să strângă mai mult de 20.000 de oameni, în timp ce țăranii, care sperau într-o îmbunătățire imediată a condițiilor grele în care erau obligați să trăiască de către nobili, s-au răsculat în mai multe localități. La Bronte, la 4 august 1860, prietenul lui Garibaldi, Nino Bixio, a reprimat sângeros o astfel de revoltă cu două batalioane de Cămăși Roșii.

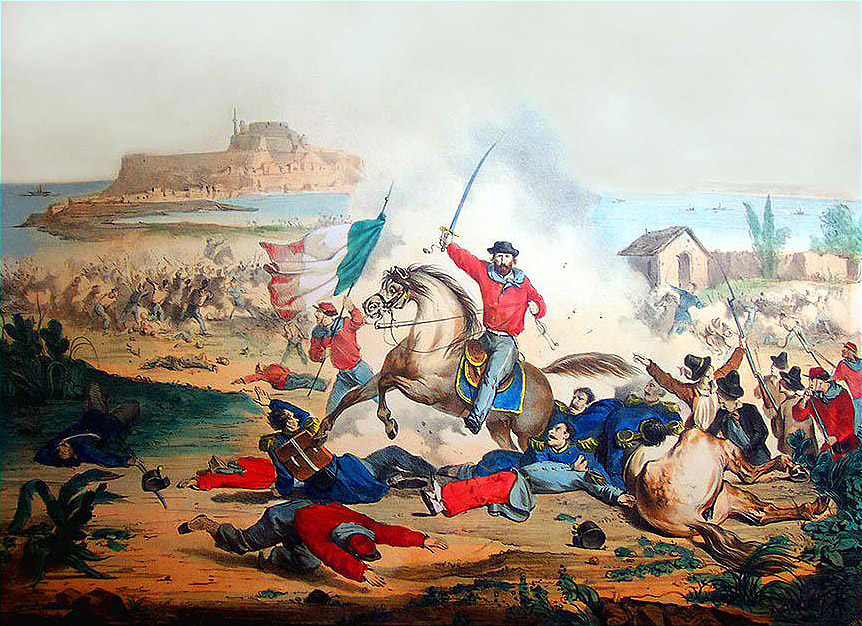
Litografie a lui Garibaldi și Cămășile Roșii la bătălia de la Milazzo.

Ritmul victoriilor lui Garibaldi îl îngrijora pe Cavour, care la începutul lui iulie i-a trimis o propunere de anexare imediată a Siciliei la Piemont. Garibaldi a refuzat însă vehement să permită această mișcare înainte de sfârșitul războiului. Emisarul lui Cavour, La Farina, a fost arestat și exilat din insulă. El a fost înlocuit cu mai maleabilul Agostino Depretis, care a câștigat încrederea lui Garibaldi și a fost numit pro-dictator.
La 25 iunie 1860, regele Francisc al II-lea al celor Două Sicilii a emis o constituție. Această tentativă tardivă de a-i concilia pe supușii săi mai moderați nu a reușit însă să apere regimul, în timp ce liberalii și revoluționarii erau dornici să-l primească pe Garibaldi.
La acea vreme, Garibaldi înființase Esercito Meridionale („Armata Meridională”), întărită cu alți revoluționari din Italia și cu unii soldați piemontezi deghizați în „dezertori”. Napolitanii au strâns 24.000 de oameni pentru apărarea Messinei și a altor cetăți.
La 20 iulie, Garibaldi a atacat Milazzo cu 5.000 de oameni. Napolitanii s-au apărat dârz, dar din nou lipsa de coordonare și refuzul mareșalului Clary, comandantul armatei de pe insulă, de a trimite întăriri din Messina le-a adus celor O Mie o altă victorie. Șase zile mai târziu, Clary a predat orașul Messina lui Garibaldi, lăsând în cetate și restul redutelor doar 4.000 de oameni. Celelalte cetăți s-au predat înainte de sfârșitul lui septembrie.

### Debarcarea și cuceririle din Calabria
La 19 august, oamenii lui Garibaldi au debarcat în Calabria, mișcare la care Cavour a obiectat, scriind dictatorului o scrisoare în care insista să nu treacă strâmtoarea. Garibaldi, având susținerea tacită a regelui Victor Emanuel, nu s-a supus.
Bourbonii aveau în Calabria aproximativ 20.000 de oameni, dar, în afara unor episoade ca cel de la Reggio Calabria, cucerită de Bixio la 21 august cu pierderi grele, aceștia nu au opus rezistență, numeroase unități ale armatei Bourbonilor destrământu-se spontan sau chiar alăturându-se lui Garibaldi. La 30 august, o armată siciliană condusă de generalul Ghio, a fost lăsată la vatră în Soveria Mannelli, lupta fiind continuată doar de unități mici, dispersate. Flota napolitană s-a comportat la fel.

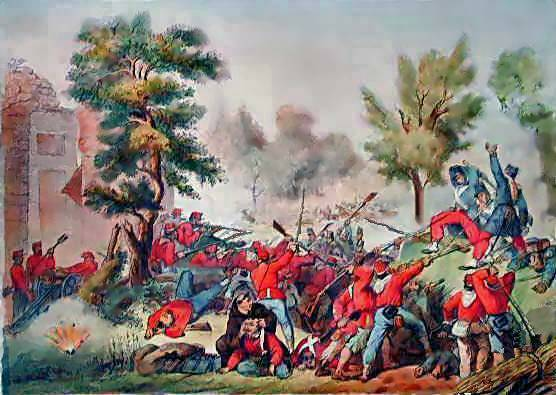
Scenă din Bătălia de la Volturno.

### Sfârșitul
Regele Francisc al II-lea a fost astfel obligat să abandoneze Napoli și să se cantoneze în redutabila cetate Gaeta, în vreme ce se pregătea o ultimă rezistență pe râul Volturno, la nord de Napoli. La 7 septembrie, Garibaldi a ocupat capitala regatului fără prea multe greutăți (a intrat în oraș cu trenul), fiind salutat de populație ca un eliberator.
În bătălia decisivă de la Volturno (1 și 2 octombrie), Garibaldi, cu o forță de 24.000 de oameni, nu a reușit să învingă categoric armata napolitană de aproximativ 25.000 de soldați. Doar sosirea armatei piemonteze care traversase teritoriile papale Marche și Umbria, a obligat ultima forță a Bourbonilor să se cantoneze în Gaeta.
După câteva zile (21 octombrie) un plebiscit a confirmat anexarea Regatului celor Două Sicilii la Regatul Sardiniei cu o majoritate covârșitoare (deși un asemeneea referendum ar avea minimă semnificație astăzi, votul nefiind secret și fiind permis chiar și soldaților piemontezi).
Sfârșitul expediției este considerat a fi celebra întâlnire de la Teano (Campania de nord) între Victor Emanuel și Garibaldi (26 octombrie 1860). Alții consideră că sfârșitul campaniei ar fi intrarea regelui în Napoli la 7 noiembrie.
Garibaldi i-a cerut regelui permisiunea de a rămâne în fostul Regat al celor Două Sicilii timp de un an ca dictator și ca ofițerii săi să fie integrați în noua armată italiană. Când Victor Emmanuel a refuzat să-i accepte cererile, s-a întors la Caprera.
Campania militară nu era însă terminată încă, fiindcă Francisc al II-lea a mai rezistat în Gaeta până în februarie al anului următor, când s-a predat și a plecat în exil în Austria. La scurt timp după aceea, în martie 1861, a fost înființat oficial noul Regat al Italiei (Regno d'Italia).